# Salem (Schweden)
Salem ist ein Gemeindeteil (kommundel) in der schwedischen Provinz Stockholms län und der historischen Provinz Södermanland. Der Ort ist Hauptort der gleichnamigen Gemeinde und bildet zusammen mit Rönninge die Gemeinde Salem, ist jedoch kein Tätort. Unweit von Salem liegt die schwedische Hauptstadt Stockholm.
Der Ort ist bekannt durch den seit 2000 jährlich stattfindenden Marsch von Salem (Salemmarschen), der von Neonazis in der Folge des Totschlags an Daniel Wretström initiiert wurde, dem 17-jährigen Schlagzeuger einer Rechtsrockband.

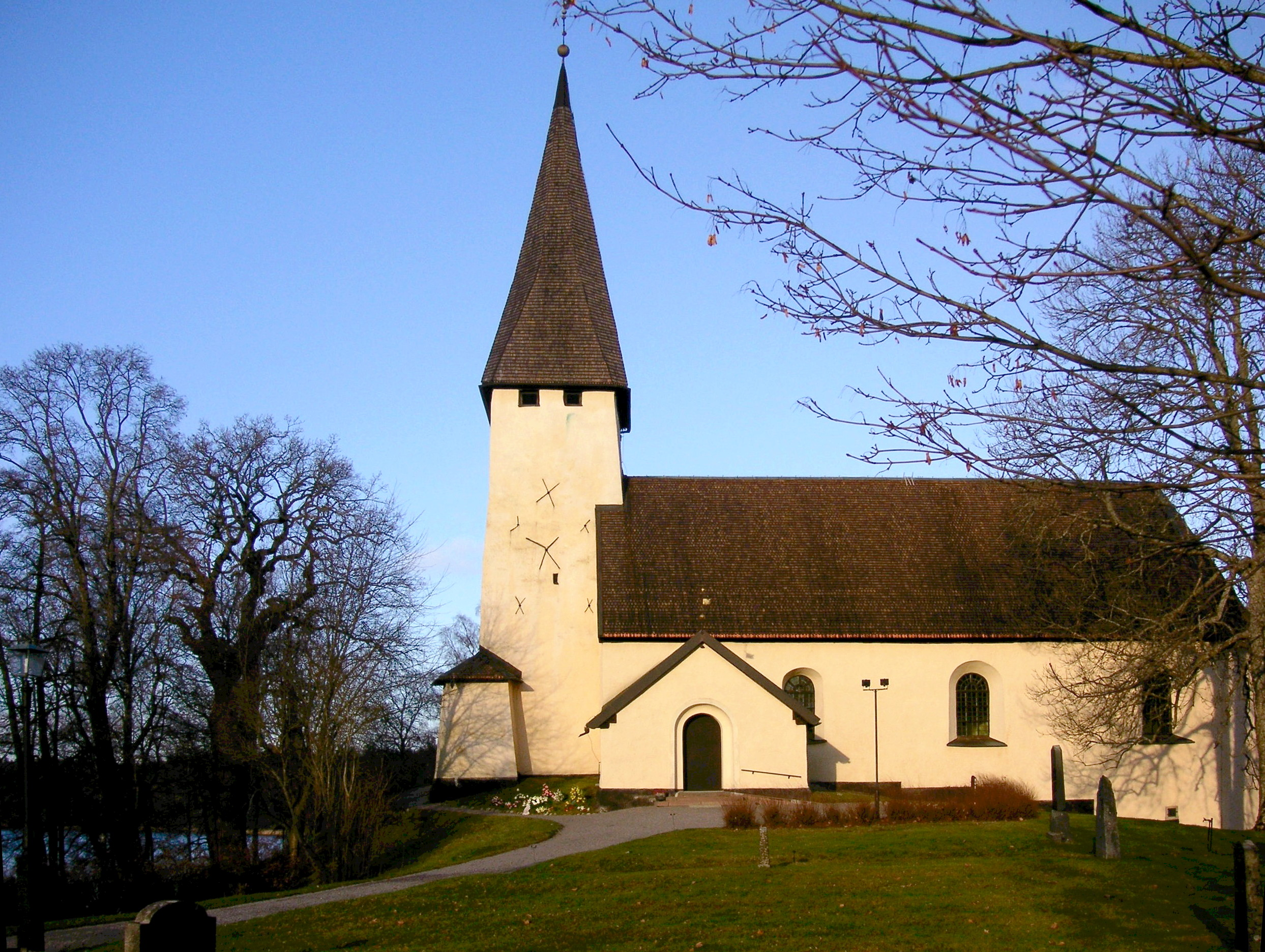
Kirche von Salem

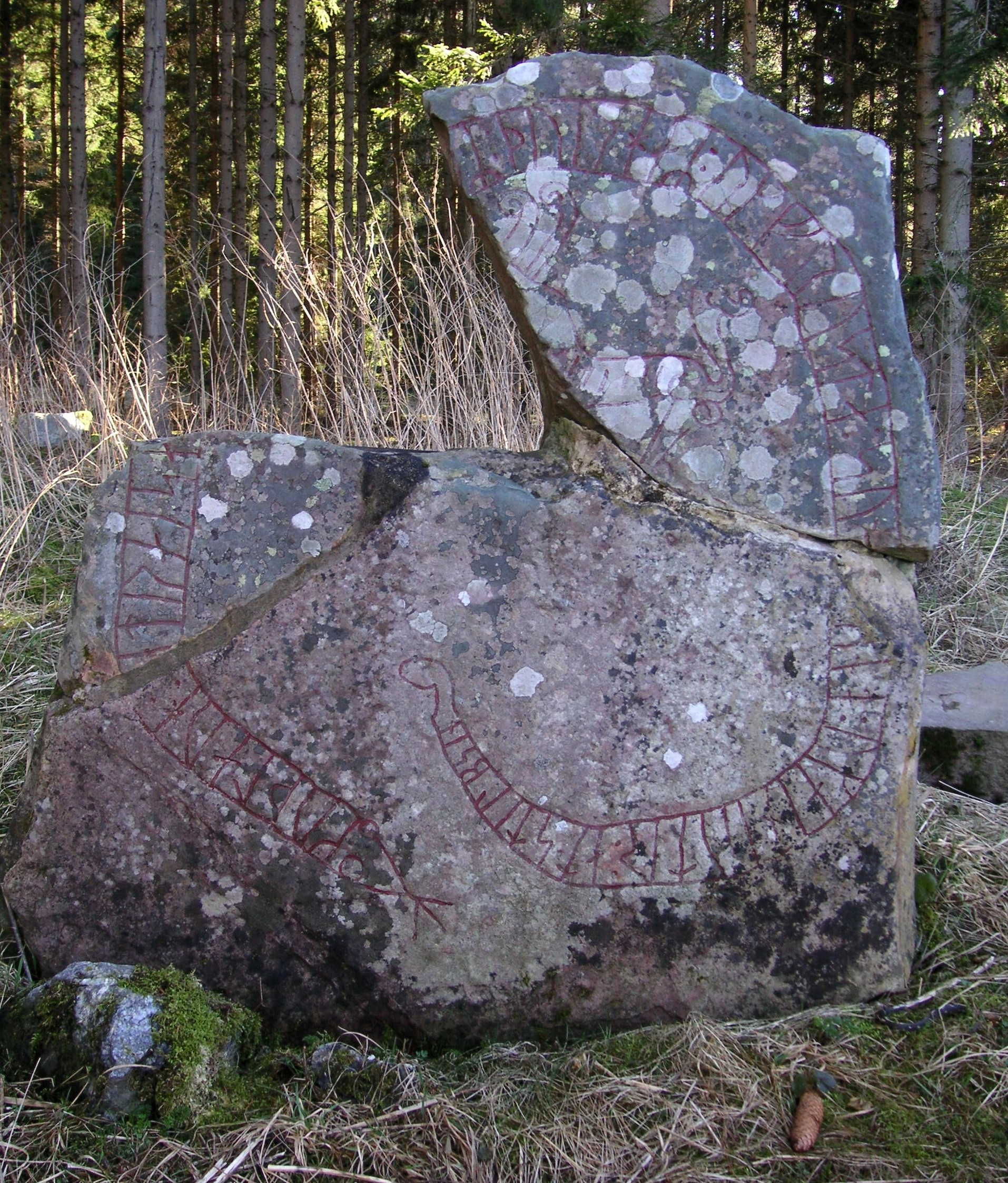
Bornösten/Sö 303

In Salem befindet sich eine mittelalterliche Kirche, die Salems kyrka. Die Felsritzung von Ladvik sind bronzezeitliche Petroglyphen, etwa 200 Meter westlich des Hofes Ladvik, nordöstlich der alten Schule in Salem.

## Söhne und Töchter der Stadt
- Mikael Magnusson (* 1973), ehemaliger Eishockeyspieler